# Álvaro Rod
Álvaro René Rodríguez Diego (Chorrillos, 29 de enero de 1996), conocido por su nombre artístico Álvaro Rod, es un cantante y compositor peruano de género tropical y balada romántica. 
Saltó a la fama en el año 2015 lanzando su primer tema musical «Aquella noche», que tendría una gran aceptación para que al año siguiente se integrara al grupo musical Hermanos Yaipén por poco tiempo y se lanzara como solista en 2018 con su grupo musical Álvaro Rod y su Banda.
Además como compositor, colaboró para los cantantes Cielo Torres, Kate Candela, Alex Matos, Amy Gutiérrez y orquestas como Zaperoko y Bembé.

## Biografía
Nació el 29 de enero de 1996 en el distrito de Miraflores de capital peruana Lima. Vivió varios años en España, donde incursionó en el fútbol jugando en Primera División Juvenil.
A los 19 años comenzó a dedicarse a la música, debutando con el tema musical «Aquella noche», el cual interpretó para la banda sonora de la teleserie peruana Locura de amor. Tras el éxito de su sencillo, al año siguiente se sumaría a las filas de la orquesta de cumbia peruana Hermanos Yaipén.
En 2018 inicia su etapa como solista de manera oficial, lanzando su álbum debut con el nombre de «Vamos a escapar», comprendiendo el tema homónimo, además de su colaboración con el también cantante Farik Grippa con el sencillo «Somos dos», lanzando una versión balada para la telenovela Te volveré a encontrar. Incluso, en ese mismo año, interpretó al lado de Nico Ponce el tema musical «Grito de gol», basado en la hazaña de la Selección Peruana en la Copa Mundial de Fútbol de ese año, realizado en Rusia.[cita requerida]
En 2021, Álvaro Rod interpretó el tema musical «Escúchame mi amor» de su álbum homónimo que tuvo un videoclip contando con la presencia de la actriz juvenil Merly Morello y tras el éxito de su sencillo, realizó una versión balada romántica de ese proyecto. Representó a su país siendo nominado a los Premios Heat Latin Music de la cadena HTV en la categoría «Promesa musical» en el 2022.
En simultáneo, compuso para los cantantes Cielo Torres y Alex Matos los temas «Te vas a arrepentir» y «Olvídate de él» respectivamente, incluyendo su colaboración con la banda salsera You Salsa para el sencillo «Cuando te veo» y «Tiempo al tiempo» al lado de Flavia Laos.[cita requerida] Además, coescribió la canción «No sé», quién fue interpretada por Amy Gutiérrez.
En febrero de 2023, fue telonero al lado de JP el Chamaco en el concierto Fórmula, vol. 3 del cantante de bachata Romeo Santos en el Perú. Se presentó en el Estadio Nacional de Lima y participó en un festival al lado de El Gran Combo de Puerto Rico en 2022, interpretando con ellos «El aguacero». Prestó su presencia para el tema musical navideño «Ésta Navidad» junto a otros artistas nacionales como Erick Elera y Milena Warthon.Participó en la versión de «Solo quédate en silencio» al lado de los cantantes Amy Gutiérrez, Cielo Torres y Austin Palao ese año.[cita requerida]

## Discografía
- 2015: Aquella noche
- 2016: Aqui estoy yo
- 2018: Vamos a escapar
- 2020: Somos dos (con Farik Grippa)
- 2020: Dime cómo hago
- 2021: Si tu no estás
- 2021: Cuando te veo
- 2021: Escúchame mi amor
- 2021: Ésta Navidad
- 2022: Ólvidate de él

## Premios y nominaciones
| Año  | Premios                  | País                 | Categoría                         | Trabajo             | Resultado | Ref.          |
| ---- | ------------------------ | -------------------- | --------------------------------- | ------------------- | --------- | ------------- |
| 2021 | Premios Radiomar         | Perú                 | «Mejor artista masculino peruano» | «Somos dos»         | Ganador   | [ 20 ]        |
| 2021 | Premios Radiomar         | Perú                 | «Mejor compositor nacional»       | «Somos dos»         | Ganador   | [ 20 ]        |
| 2022 | Premios Heat Latin Music | República Dominicana | «Promesa musical»                 | «Escúchame mi amor» | Nominado  | [ 12 ] [ 21 ] |
| 2022 | Premios Radiomar         | Perú                 | «Mejor artista peruano»           | «Escúchame mi amor» | Nominado  | [ 22 ]        |